# Eupatula moriola
Eupatula moriola là một loài bướm đêm trong họ Noctuidae.